# Plaça del Treball
La plaça del Treball és la plaça neuràlgica del barri de Gràcia de Sabadell. És un espai verd urbà, delimitat pels carrers de Sant Ferran, Permanyer, Manso i Verdaguer. Abans d'urbanitzar-la, havia acollit el camp de futbol del club Gimnàstic Mercantil. Al número 1 de la plaça es troba el centre cívic del barri.